# 알파빌 (영화)
《알파빌》(프랑스어: Alphaville: une étrange aventure de Lemmy Caution)은 1965년 공개된 프랑스의 SF 누아르 영화이다. 제15회 베를린 영화제(1965) 황금곰상 수상작이다. 

## 줄거리
비밀 요원 레미 코션은 '아웃랜드' 출신으로, 003이라는 코드명을 가지고 있다. 그는 '이반 존슨'이라는 가짜 기자 신분으로 위장해 미래 도시 '알파빌'에 잠입한다. 그의 임무는 실종된 동료 요원 헨리 딕슨을 찾는 것, 알파빌의 창시자인 폰 브라운 교수를 생포하거나 제거하는 것, 그리고 알파빌을 지배하는 독재 컴퓨터 '알파 60'을 파괴하는 것이다.
알파 60은 폰 브라운 교수가 만든 인공지능 시스템으로, 알파빌 전체를 통제한다. 알파 60은 자유로운 사고와 사랑, 시, 감정 같은 개인주의적인 개념들을 금지하고 모순적인 개념들로 대체하거나 아예 없애버렸다. 알파빌 시민들은 "왜"라는 질문을 던질 수 없고 오직 "왜냐하면"이라고만 답해야 하며, 감정을 드러내면 비논리적인 행동으로 간주되어 처형당한다. 호텔에는 감정을 불러일으키는 단어들이 금지되면 즉시 업데이트되는 사전이 놓여 있고, 이로 인해 알파빌은 비인간적이고 소외된 사회가 된다.
영화에는 특수 상대성 이론과 양자역학 공식들이 자주 등장하며, 이는 알파빌의 과학만능주의적 기반을 보여준다. 코션은 세뇌된 사람들이 파견되어 파업, 혁명, 가족 간의 다툼, 학생 폭동 등을 유발하는 '그랜드 오메가 마이너스'라는 곳을 지나가기도 한다. 고전적인 미국 하드보일드 형사 스타일의 코션은, 특유의 마초적인 태도로 엄격한 컴퓨터와 대립한다. 그의 논리와 반대되는 역할은 폴 엘뤼아르의 시집에서 인용한 구절로 표현된다.
코션은 딕슨을 만나지만, 딕슨은 '3등급 유혹녀'와 사랑을 나누다 죽는다. 코션은 알파 60의 프로그래머이자 폰 브라운 교수의 딸인 나타샤 폰 브라운의 도움을 받기로 한다. 나타샤는 사랑이나 양심의 의미를 모르지만, 코션과 사랑에 빠지면서 감정과 예측 불가능한 면을 도시로 불러들인다. 코션의 도움으로 나타샤는 자신이 사실 알파빌 외부에서 태어났다는 것을 알게 된다.
폰 브라운 교수는 원래 레오나르도 노스페라투라는 이름으로 알려졌지만, 코션은 노스페라투가 더 이상 존재하지 않는다는 말을 반복해서 듣는다. 교수는 기자들을 혐오하며 코션에게 알파빌에 합류하여 은하를 지배할 기회를 제안하지만, 코션은 이를 거부한다. 결국 코션은 폰 브라운 교수를 죽이다.
알파 60은 기계적인 목소리로 코션과 여러 차례 대화를 나누며 도시 곳곳에 존재한다. 코션은 알파 60이 이해할 수 없는 시에 관한 수수께끼를 던져 알파 60을 파괴하거나 무력화시키는 데 성공한다. 개인의 자아라는 개념을 잃어버린 알파빌 시민들에게는 이것이 수수께끼를 푸는 열쇠였던 것이다. 나타샤는 마침내 욕망을 가진 개인으로서 자신을 자각하게 되고, 영화는 그녀가 "사랑해요"라고 말하는 장면으로 끝맺는다.

## 출연

### 주연
- 에디 콘스턴틴 : 레미 코션 역
- 아나 카리나 : 나타샤 폰 브라운 역

### 조연
- 아킴 타미로프 : 앙리 딕슨 역
- 장피에르 레오
- 서보 라슬로 : 엔지니어 실장 역
- 하워드 버넌 : 폰 브라운 교수 역
- 장루이 코몰리 : 제켈 교수 역
- 장-앙드레 피쉬 : 헤켈 교수 역
- 미셀 들라이예 : 폰 브라운 교수의 조수 역
- 크리스타 랭 : 첫번째 유혹자 역

## 기타
- 미술: 피에르 귀프루아

## 참고 사항
- 독일의 음악 그룹 알파빌은 이 영화에서 이름을 따온것이다.